# Corpo corazzato israeliano
Il Corpo corazzato israeliano, anche noto come Israeli Armored Corps, è un'unità delle IDF che inquadra tutte le unità corazzate dell'esercito israeliano. Dal 1998 l'unità è sotto il comando del GOC Army Headquarter. Questa è una delle unità principali delle forze armate israeliane. Dotata di un ampio numero di carri armati del tipo Merkava, essa rappresenta una delle unità di prima linea più importanti. Le principali caratteristiche di questa unità sono la sua mobilità e la sua potenza di fuoco. I compiti principali di questa unità sono quelli di attaccare le difese nemiche e affrontare in campo aperto le forze nemiche. Inoltre in tempi di pace questa unita ha anche compiti di sicurezza pubblica, utilizzando i propri mezzi corazzati come postazioni di osservazione mobile.

## Storia

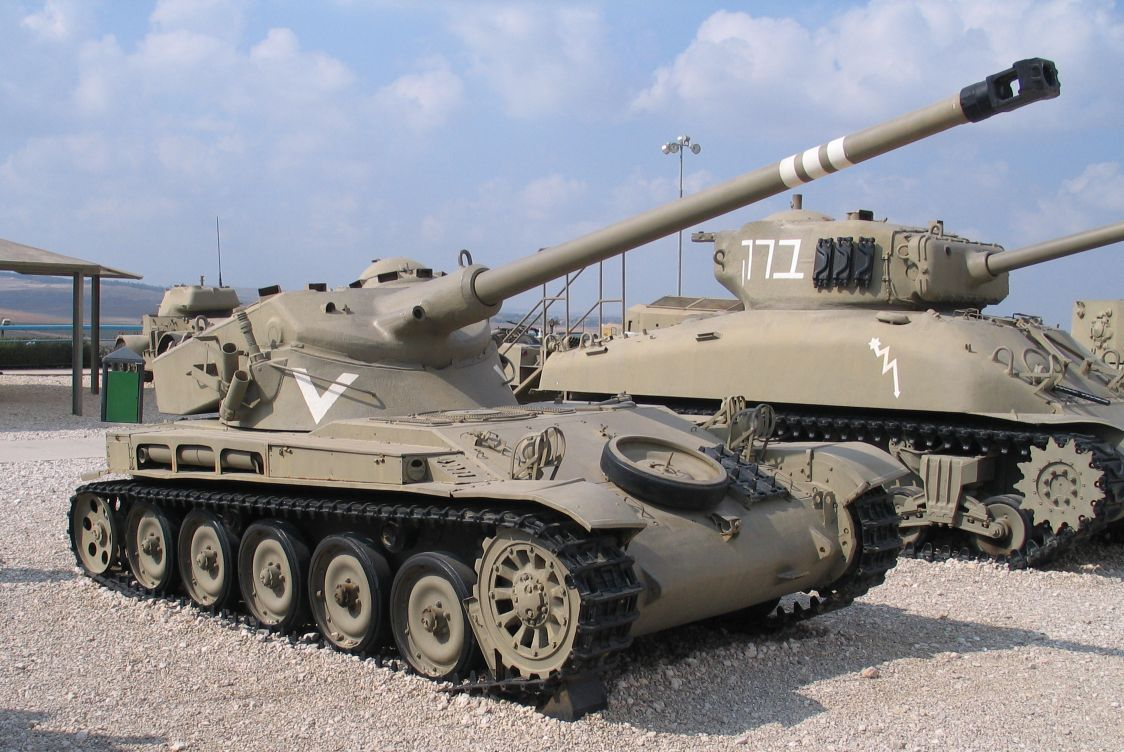
Un AMX-13 ora non più in dotazione alle forze armate israeliane

Il corpo corazzato israeliano fu fondato nel 1948, con al comando il generale Yitzhak Sadeh. Come molte delle unità fondate durante i primi anni dello stato di Israele molti dei membri di questo corpo provenivano dal corpo dei Palmach. La prima brigata ad essere istituita fu la 7ª Brigata Corazzata israeliana, che fu creata nel maggio dello stesso anno e fu successivamente affiancata dalla 8ª Brigata. Una delle prime operazioni militari alle quali prese parte questo corpo fu la liberazione della Galilea e la protezione del confine tra lo stato di Israele e l'Egitto con il compito di arginare le frequenti incursioni di colonne di mezzi militari in territorio israeliano. Tra i numerosi compiti assegnati in questi primi anni alle unità corazzate vi fu anche quello di scortare convogli civili diretti verso gli insediamenti e sorvegliare le strade più isolate nel deserto del Negev, luogo di frequenti imboscate a mezzi civili a causa della loro posizione isolata.
Apparve quindi ben presto necessario disporre di un ampio numero di mezzi corazzati da impiegare per questi compiti e la progettazione di veicoli appositamente modificati per l'occorrenza fu avviata. Molti veicoli corazzati di questo periodo erano mezzi pesanti, quali camion e corriere che furono corazzati con rudimentali piastre d'acciaio. Tuttavia tali mezzi non erano sufficienti per creare una unità di mezzi corazzati. A causa della scarsa protezione che questi mezzi potevano offrire ai loro equipaggi ben presto i nemici impararono ad attaccare in maniera sempre più efficace questi mezzi sfruttando i punti deboli che individuavano volta per volta. Durante la guerra arabo-israeliana si pose rimedio a tali carenze dotando alcuni di questi veicoli di una torretta armata con una mitragliatrice da venti millimetri. Questa prima modifica non sancì solamente la creazione del primo veicolo israeliano blindato armato, che da lì a poco sarebbe stato sostituito dai primi carri armati acquisiti dallo stato di Israele, ma fu anche il primo tentativo di progettare un mezzo con potenzialità offensive.
A partire dal 1949 furono quindi introdotti i primi veri mezzi corazzati, perlopiù mezzi di seconda mano risalenti al periodo bellico, quali i carri di fabbricazione statunitense M4 Sherman.

## Attività

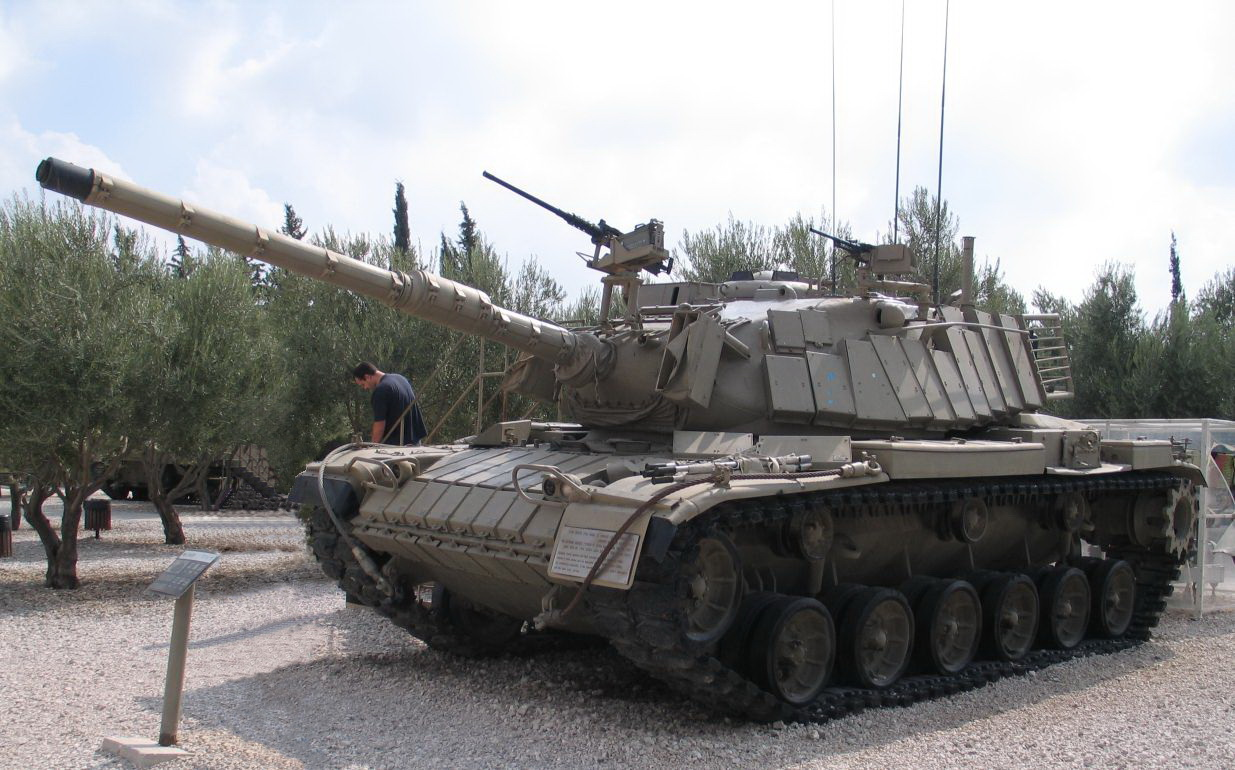
Un M60 Patton modificato anche noto come Magach

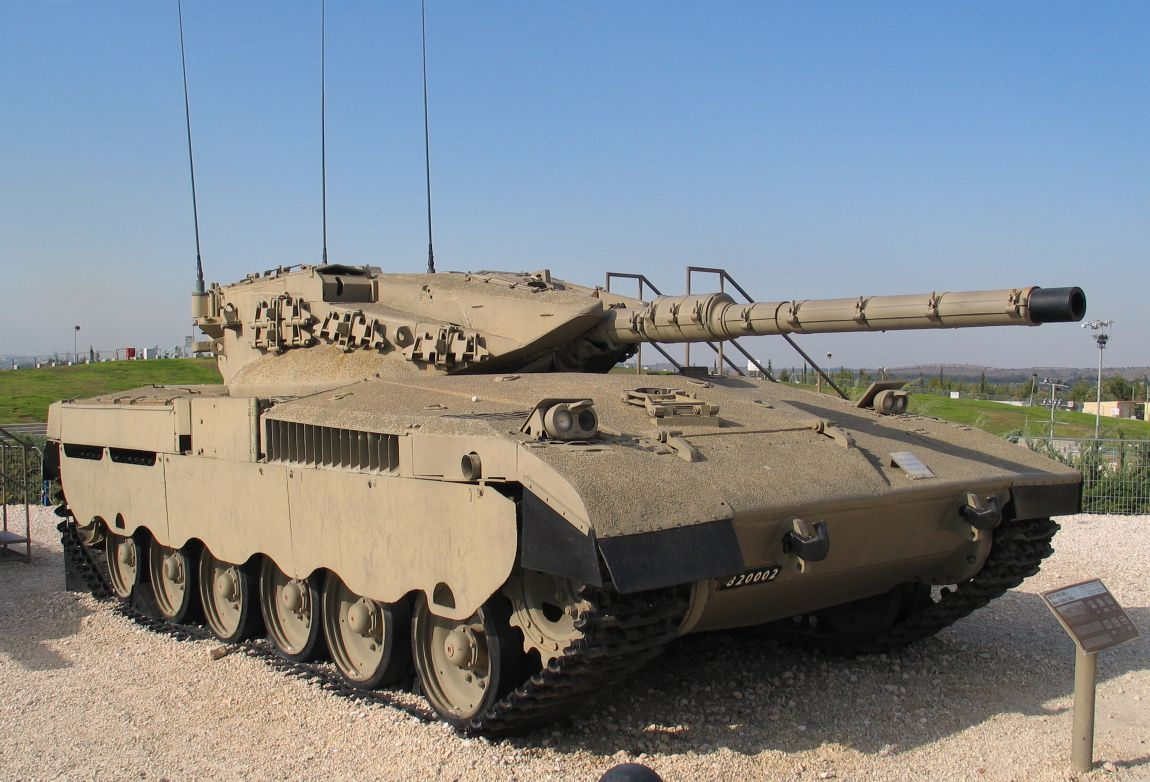
Un Merkava Mk I esposto

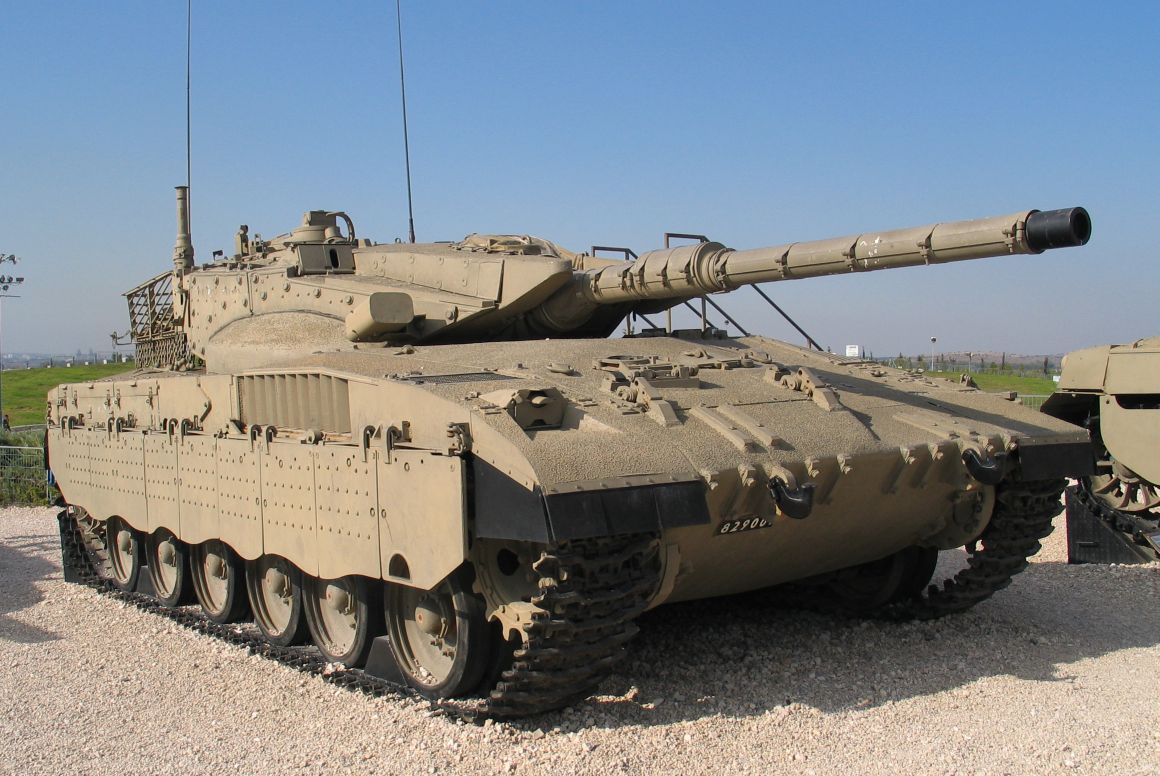
Un Merkava Mk II esposto

La maggiore espansione di questo corpo si registrò negli anni compresi tra il 1951 e il 1952 con l'acquisizione di un ampio numero di mezzi corazzati, alcuni dei quali anche quasi nuovi o in ottime condizioni. Tra i mezzi più comuni di quel periodo spiccano oltre agli Sherman anche numerosi AMX-13. Ma le modifiche alle quali fu sottoposto il corpo in questo periodo non si limitarono elusivamente all'acquisizione di nuovi mezzi. L'intero corpo vide anche una profonda riorganizzazione delle proprie risorse umane con la creazione della prima unità di riservisti. Le prime operazioni alle quali prese parte questo corpo furono le operazioni militari durante la Crisi di Suez nel 1956, che videro le unità corazzate israeliane impiegata in tutte le aree nelle quali lo stato di Israele stava conducendo operazioni militari. Molti degli scontri a fuoco sostenuti da questo corpo furono condotti in cooperazione con altre unità israeliane e con il supporto dell'aeronautica militare israeliana. Al termine di questa campagna militare, il corpo, che originariamente era stato creato come unità di supporto, si era invece dimostrato essere uno dei corpi principali di prima linea.
Il periodo tra la crisi di Suez e la guerra dei sei giorni fu un secondo periodo di radicali modifiche per questo corpo. Dopo aver dimostrato la propria validità come unità di prima linea, il corpo fu nuovamente ampliato e modernizzato. Molti degli ufficiali furono inviati a corsi di addestramento per aumentare il loro grado di professionalità all'interno del corpo e sempre nello stesso periodo fu anche fondata la 14ª Brigata. Inizialmente creata con funzioni di supporto, fu successivamente promossa a brigata operativa, per divenire infine una divisione.
Le proprie potenzialità il corpo corazzato israeliano le dimostrò nuovamente durante la guerra dei Sei Giorni, quando diverse divisioni corazzate di Egitto e Siria furono sconfitte nel giro di pochi giorni dalle forze armate israeliane anche grazie in buona parte al contributo fornito dal corpo corazzato. Nonostante le forze nemiche disponessero di una superiorità sia numerica che in alcuni casi anche tecnologica, le unità corazzate israeliane riuscirono ad affrontare le unità corazzate nemiche senza problemi, sfruttando in molte occasioni l'effetto sorpresa.
Con la fine della guerra e con il successivo cessate il fuoco però la situazione tra lo stato di Israele ed i suoi vicini rimase sostanzialmente inalterata e le unità corazzate israeliane furono impiegate in molte delle aree di confine più esposte. Nel 1969 una brigata meccanizzata di mezzi blindati leggeri, la Brigata Barak fu aggiunta all'unità, e sempre nello stesso periodo furono acquisiti i primi carri del tipo M48.
Il corpo divenne nuovamente di centrale importanza nel 1973, quando nel corso della guerra dello Yom Kippur, le unità corazzate di questo corpo dovettero respingere contemporaneamente un attacco sferrato lungo i confini con Siria ed Egitto. Dopo un'iniziale fase di difficoltà, durante la quale le forze armate israeliane furono respinte per alcune decine di chilometri nel deserto del Sinai e per una decina di chilometri sulle alture del Golan, le unità corazzate furono in grado di riconquistare il terreno perduto costringendo gli aggressori ad un cessate il fuoco.
Le pesanti perdite subite durante questo conflitto, ed il pericolo di cadere vittima di un eventuale embargo, spinsero i vertici militari israeliani ad avviare la progettazione di un mezzo corazzato di fabbricazione israeliana. Gli sforzi fatti nel periodo immediatamente seguente la guerra dello Yom Kippur sfociarono negli anni seguenti nella costruzione dei primi carri Merkava, che sono attualmente i mezzi corazzati principali schierati da questa unità.

## Unità attive

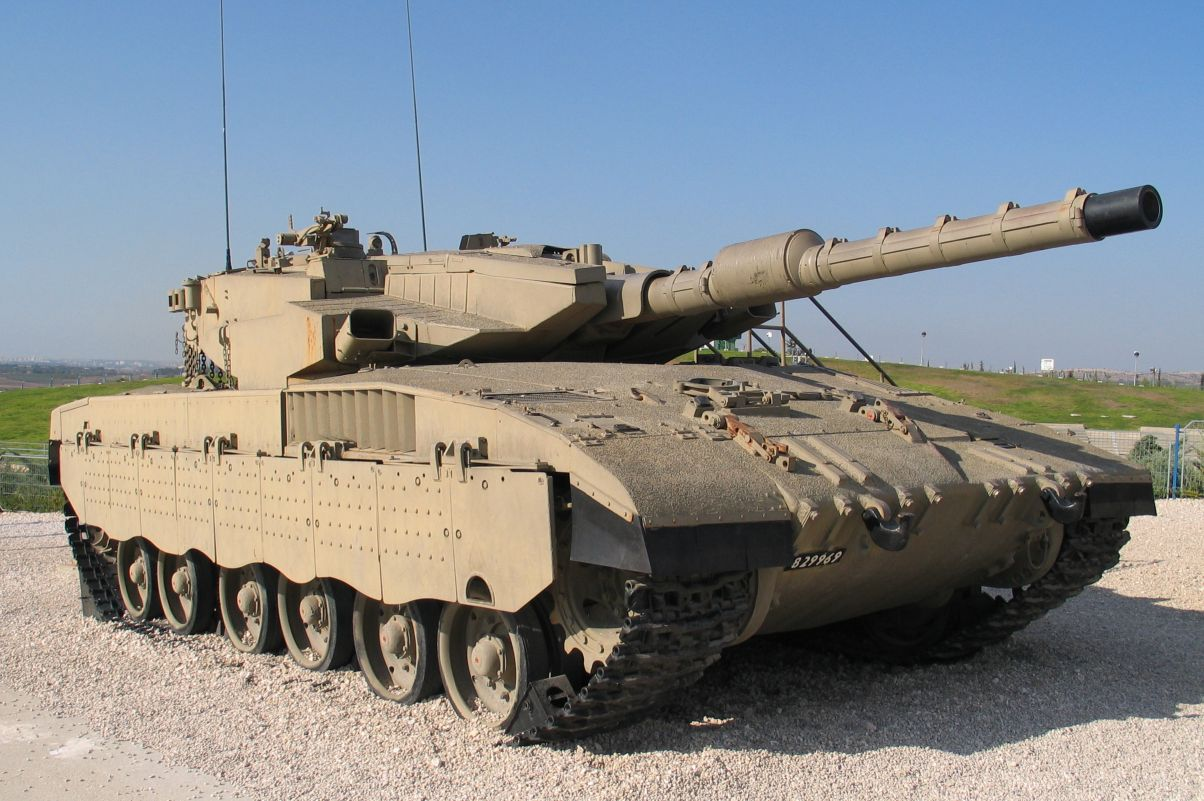
Un Merkava Mk III esposto

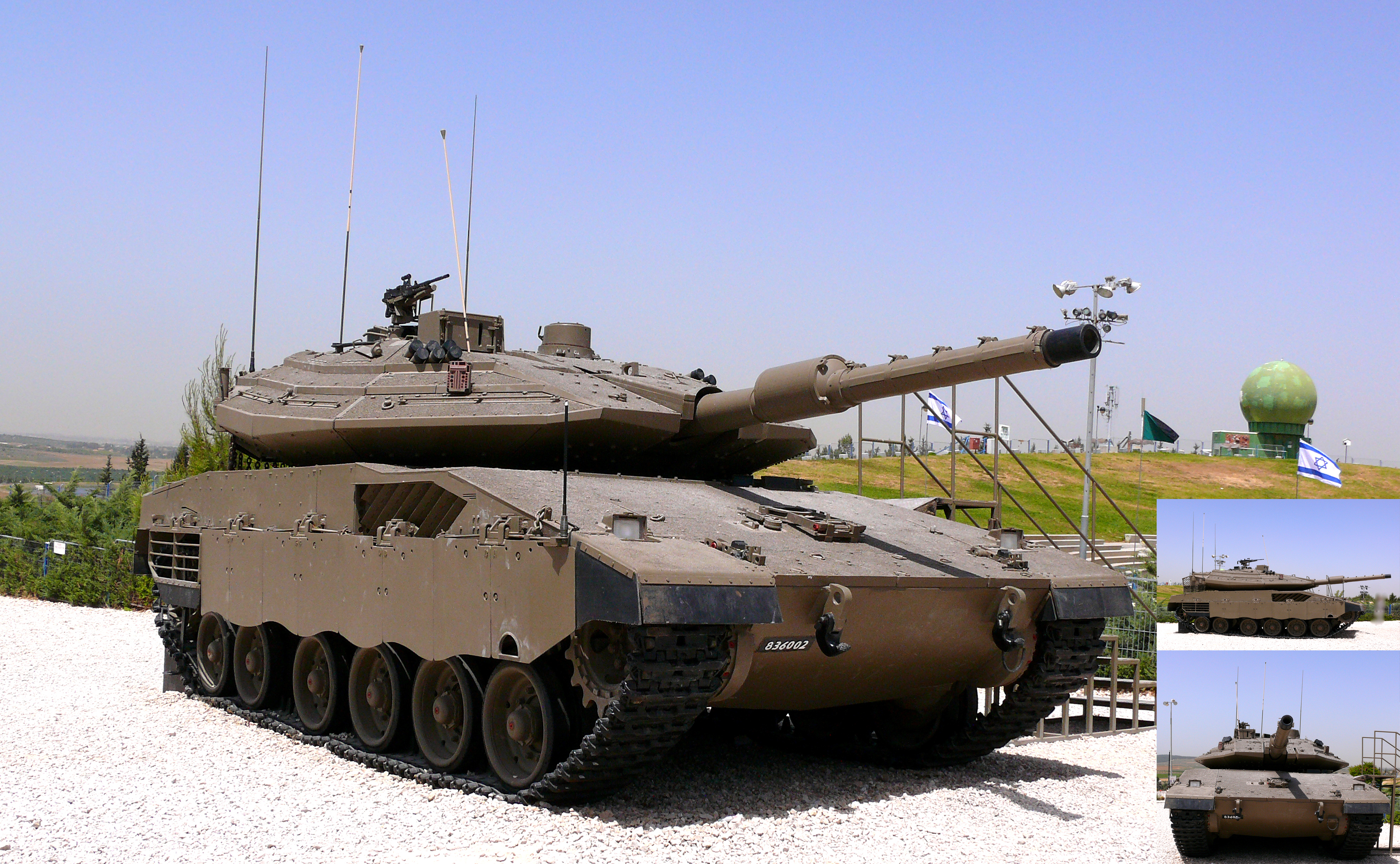
Il Merkava Mk IV è il più potente carro al servizio di Israele

- 36ª Divisione Corazzata: conosciuta anche come formazione Ga'ash ("rabbia"), è la più grande divisione corazzata dello stato di Israele. Include uomini del genio militare Israeliano. È stazionata sulle alture del Golan sotto il Comando Settentrionale. È comandata dal generale di brigata Sami Turgeman. Include la 7ª Brigata Corazzata e la 188ª Brigata corazzata "Barak".
  - 7ª Brigata Corazzata: conosciuta anche come la formazione Sa'ar ("tempesta"), è una brigata corazzata regolare che è dipendente del Comando Settentrionale. È la prima brigata delle IDF e ha partecipato a tutte le guerre di Israele. L'armamento corrente comprende il carro Merkava Mk4.
  - 188ª Brigata Corazzata: conosciuta anche come formazione Barak ("fulmine"), è una brigata corazzata regolare sotto il Comando Settentrionale. Iniziando con la guerra dei Sei Giorni, ha preso parte a tutte le seguenti guerre combattute da Israele. Durante la guerra del Kippur la brigata era la prima linea di difesa il primo giorno di guerra nel sud del Golan e ha subito le maggiori perdite tra gli ufficiali. Era l'ultima unità ad utilizzare il Centurion, passando al Merkava Mk3 nel 1992 e in 2019 al Merkava Mk4.
- 162ª Divisione Corazzata: conosciuta anche come  formazione HaPlada ("acciaio"), è una divisione corazzata posta sotto il Comando Centrale. Include la 401ª Brigata Corazzata.
  - 401ª Brigata Corazzata: conosciuta anche come formazione Ikvot HaBarzel ("cingoli di ferro"), è una brigata corazzata creata nel 1968 per controllare la linea del canale di Suez. Durante la guerra del Kippur è stata la prima linea d'attacco e ha sofferto pesanti perdite. Durante la guerra in Libano nel 1982 ha combattuto nella forza meridionale  e uno dei suoi battaglioni ha preso parte alla battaglia di Sultan Yaakov. Nel 2004-2005 i Magach della brigata sono stati sostituiti con i Merkava Mk4.
- 336ª Divisione Corazzata: conosciuta anche come formazione Amud ha-Esh ("pilastro di fuoco"), è una divisione corazzata inquadrata nel Comando Meridionale. Include la 460ª Brigata Corazzata.
  - 460ª Brigata Corazzata: conosciuta anche come Bnei Or ("figli della luce"), è una brigata corazzata d'addestramento dell'arma corazzata. Ha due basi: la base Shizafon, la scuola per i comandanti, dove gli ufficiali e i capicarro sono addestrati, e Campo Magen-Sayarim, la scuola dell'arma corazzata, dove vengono intraprese le basi per preparare i carristi verso le brigate operative.